# Križevci, Gornji Petrovci
Križevci este o localitate din comuna Gornji Petrovci, Slovenia, cu o populație de 437 de locuitori.